# موریل هامفری
موریل هامفری (به انگلیسی: Muriel Humphrey) سناتور سابق عضو حزب دموکرات ایالات متحده آمریکا بود. وی در سال ۱۹۷۸ میلادی سناتور ایالت مینه‌سوتا در سنای ایالات متحده آمریکا بود.